# Nayantara Sahgal
Nayantara Sahgal (Prayagraj, 10 de mayo de 1927) es una escritora india de habla inglesa. Es miembro de la familia Nehru-Gandhi, siendo la segunda de las tres hijas de la hermana de Jawaharlal Nehru, Vijaya Lakshmi Pandit. En 1986, fue galardonada con el premio Sahitya Akademi Award por su novela Rich like us (Ricos como nosotros) (1985).

## Biografía
El padre de Sahgal, Ranjit Sitaram Pandit, era abogado en Kathiawad. Pandit también era un clásico erudito que había traducido del sánscrito al inglés la historia épica de Kalhana's titulada Rajatarangini. Fue arrestado por su apoyo a la independencia india y murió en la prisión de Lucknow en 1944, dejando atrás a su esposa (Vijaya Lakshmi Pandit) y a sus tres hijas Chandralekha Mehta, Nayantara Sahgal y Rita Dar.
La madre de Sahgal, Vijaya Lakshmi Pandit, era hija de Motilal Nehru y hermana del primer primer ministro de India, Jawaharlal Nehru. Vijaya Lakshmi participó activamente en Movimiento de independencia de la India, estuvo presa por esta causa y, en 1946, formó parte de la primera representación de la recién formada India en las también recientemente constituidas Naciones Unidas, junto con M. C. Chagla. Después de que India lograra la independencia, Vijaya Lakshmi Pandit fue miembro de la Asamblea Constituyente de la India, gobernadora de varios estados indios y como embajadora de India en la Unión Soviética, Estados Unidos, México, la Court of St. James, Irlanda y las Naciones Unidas .[cita requerida]

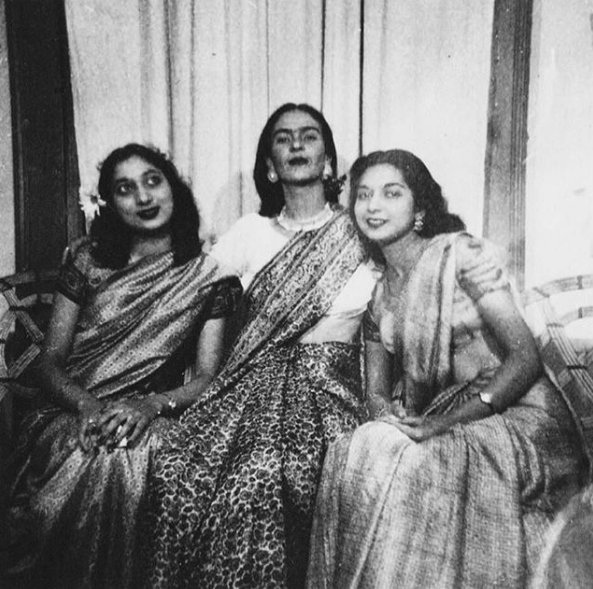
Sahgal (derecha) con Frida Kahlo (centro) en la Ciudad de México (1947)

Sahgal asistió a varias escuelas cuando era niña, como resultado de los conflictos a los que tuvo que enfrentarse la familia Nehru durante los últimos años (1935-1947) de la lucha por la libertad de la India. Finalmente, se graduó en la Woodstock School de la estación de Landour en la colina del Himalaya en 1943 y más tarde en los Estados Unidos en el Wellesley College (BA, 1947), al que asistió junto con su hermana Chandralekha, que se graduó 2 años antes en 1945. Desde hace varias décadas vive en Dehradun, una ciudad cercana a Landour, donde había asistido a un internado (en la Woodstock School).

## Matrimonio y carrera

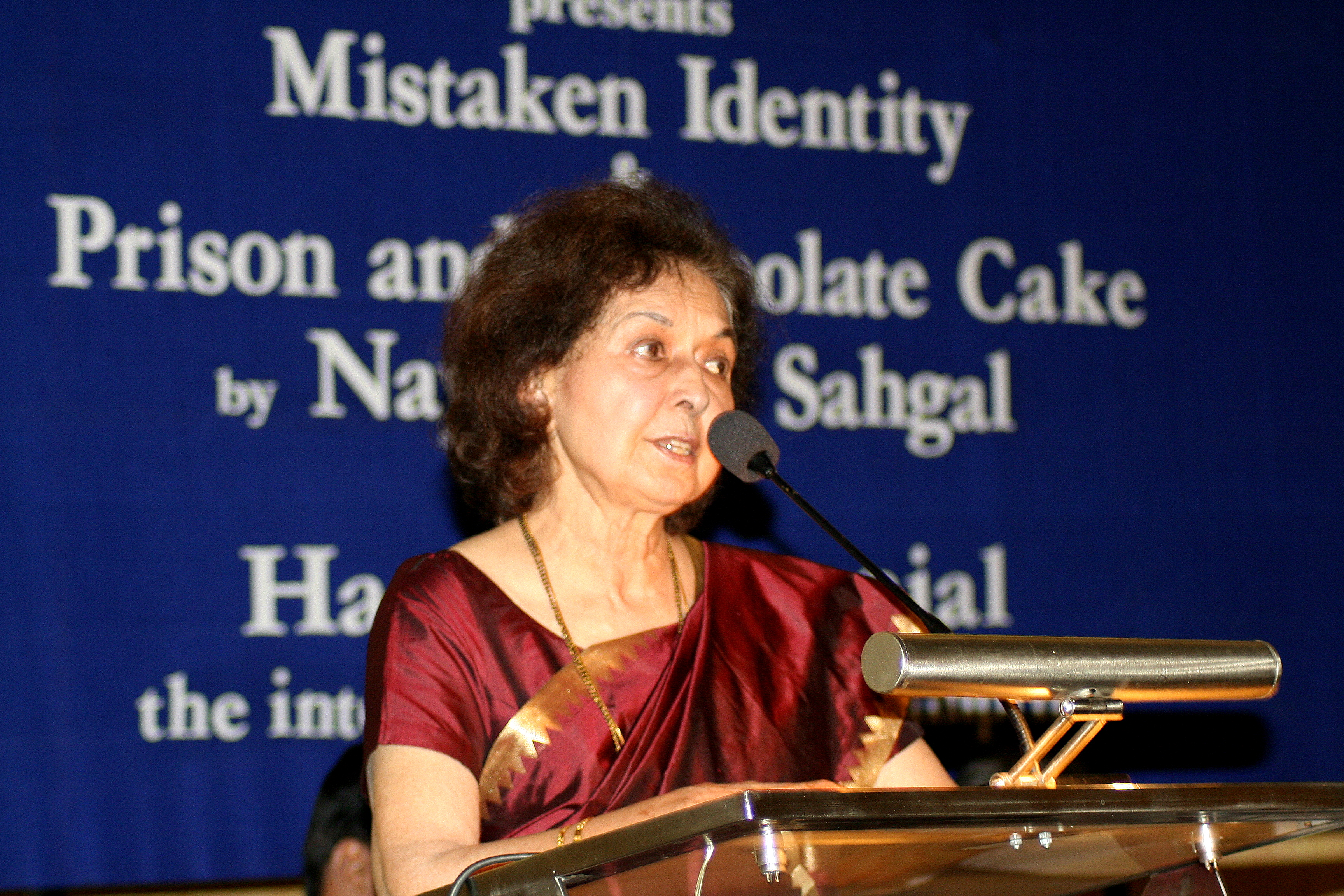
Nayantara Sahgal hablando en el lanzamiento de Mistaken Identity por HarperPerennial en Delhi, noviembre de 2007

Sahgal se ha casado dos veces, primero con Gautam Sehgal y más tarde con E.N. Mangat Rai, un cristiano punjabi que era funcionario del Servicio Civil de la India. Aunque era parte de la familia Nehru, Sahgal se ganó la reputación de mantener su sentido crítico independiente. Su tono independiente, y el de su madre, llevaron a ambas a pelearse con su prima Indira Gandhi durante las fases más autocráticas del tiempo de esta última en el cargo a fines de la década de 1960 y durante toda la de 1970. Gandhi canceló el nombramiento programado de Sahgal como embajadora de la India en Italia pocos días después de su regreso al poder. Sahgal, que no se dejaba intimidar, escribió en 1982 un relato mordaz y perspicaz sobre el ascenso de Gandhi al poder.
Gita Sahgal, escritora y periodista sobre temas de feminismo, fundamentalismo y racismo, directora de documentales premiados y activista de derechos humanos, es hija suya.
El 6 de octubre de 2015, Sahgal devolvió el Premio Sahitya Akademi en protesta frente a lo que llamó "aumento de la intolerancia y apoyo al derecho a disentir en el país", tras los asesinatos de los racionalistas Govind Pansare, Narendra Dabholkar y M. M. Kalburgi, y el linchamiento de Dadri; por esto fue elogiada en 2017 por Karima Bennoune, supervisora de derechos culturales de la Organización de las Naciones Unidas. En septiembre de 2018, fue elegida vicepresidenta de la organización PEN Club Internacional.

## Obra
- Prison and Chocolate Cake (memorias; 1954)
- From Fear Set Free (memorias; 1963)
- A Time to Be Happy (novela; 1963)
- This time of morning (novela; 1965)
- Storm Chandigarh (novela; 1969)
- The Freedom Movement in India (1970)
- Sunlight Surrounds You (novela; 1970) (con Chandralekha Mehta y Rita Dar, es decir, sus dos hermanas; este fue el tributo de las hijas a su madre)
- The Day in Shadow (novela, 1971)
- A voice for Freedom (1977)
- Indira Gandhi's Emergence and Style (1978)
- Indira Gandhi: Her Road to Power (novela; 1982)
- Plans for Departure (novela; 1985)
- Rich Like Us (novela; 1985)
- Mistaken Identity (novela; 1988)
- A Situation in New Delhi (novela; 1989)
- Lesser Breeds (novela; 2003)
- Relationship (colección de cartas intercambiadas entre Nayantara Sahgal y E.N. Mangat Rai; 1994)[16][17]
- Before freedom: Nehru's letters to his sister 1909-1947 (editadas por Nayantara Sahgal)
- The Fate of Butterflies (novela; 2019)